# Floresta ombrófila mista alto-montana

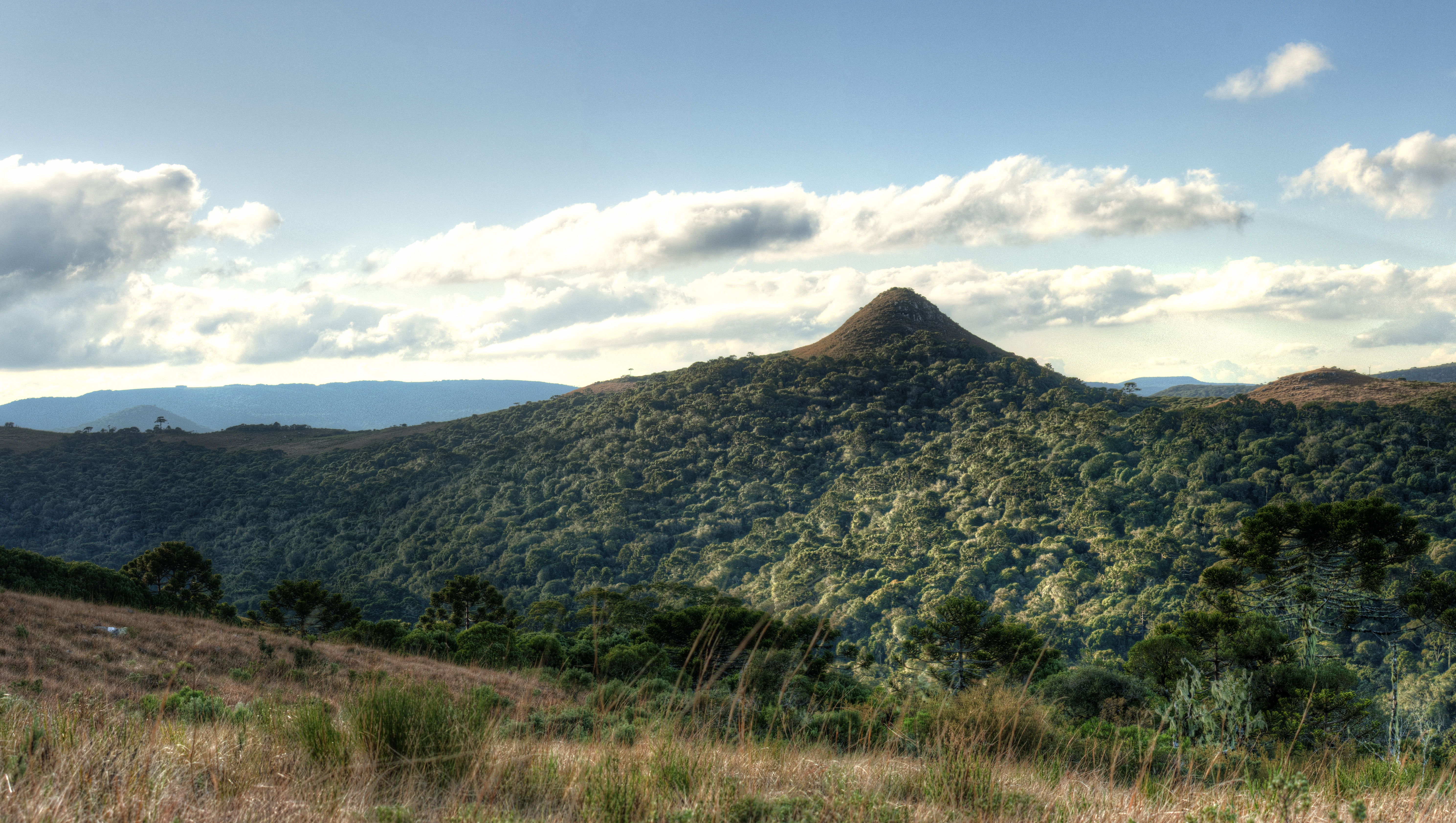
Floresta Alto-Montana no Parque de São Joaquim.

Esta floresta está localizada acima de 1 000 m de altitude, sendo a sua maior ocorrência no Parque Nacional de Aparados da Serra, na divisa dos Estados de Santa Catarina e Rio Grande do Sul, e na crista do Planalto Meridional, nas cercanias dos “Campos de Santa Bárbara” no Parque de São Joaquim, ocupando as encostas das colinas diabásicas em mistura com arenitos termometamorfizados pelo vulcanismo cretácico que constitui a Formação Serra Geral. Tal fisionomia podia ser observada até a década de 1960, quando se iniciou a exploração dos últimos remanescentes expressivos da Araucaria angustifolia, restando apenas poucos exemplares jovens ou raquíticos que sobraram da exploração predatória.
Atualmente, esta floresta encontra-se ainda bem-conservada e com seus elementos quase intactos no Parque Estadual de Campos do Jordão e em Monte Verde, Município de Camanducaia. Todavia, as outras ocorrências, como a do Maciço do Itatiaia, estão sendo gradualmente suprimidas, tendendo ao desaparecimento em poucos anos.
A composição florística da Disjunção de Campos do Jordão, possivelmente semelhante à que outrora existia nos Estados do Paraná e de Santa Catarina, apresenta a dominância de Araucaria angustifolia, que sobressai do dossel normal da floresta. Ela é também bastante numerosa no estrato dominado, mas aí associada com vários ecótipos, dentre os quais merecem destaque em ordem decrescente os seguintes: Podocarpus lambertii (pinheirinho) e várias angiospermas, inclusive o Drimys brasiliensis (Winteraceae), Cedrela fissilis (Meliaceae) e muitas Lauraceae e Myrtaceae. No estrato arbustivo da submata, dominam as Rubiaceae e Myrtaceae e exemplares da regeneração arbórea de Angiospermae, como Winteraceae, Lauraceae e Meliaceae, faltando as Coniferales que estão, no momento, colonizando áreas campestres adjacentes.